# Pyralis electalis
Pyralis electalis es una especie de polilla del género Pyralis, tribu Pyralini, familia Pyralidae. Fue descrita científicamente por Hulst en 1886.

## Descripción
La envergadura es de 25 milímetros.

## Distribución
Se distribuye por Estados Unidos.